# Kęszyca
Kęszyca (niem. Kainscht) – wieś w Polsce położona w województwie lubuskim, w powiecie międzyrzeckim, w gminie Międzyrzecz.

## Położenie
Kęszyca położona jest 6 kilometrów na południowy zachód od Międzyrzecza. Osada leży w urozmaiconym terenie i otoczona jest lasami. Obok wsi znajdują się pozostałości Międzyrzeckiego Rejonu Umocnionego i rezerwaty przyrody Nietoperek.

## Historia
Miejscowość pierwotnie związana była z Wielkopolską. Ma metrykę średniowieczną i istnieje co najmniej od początku XIV wieku. Wymieniona została po raz pierwszy w dokumencie z 1328 pod nazwą „Gantzitz” wg odpisu XIX wieku, w 1390 „Kanszyc” (kop. XVIII wieku), 1405 „Kantzicz, Canszicze”, 1423 „Canszyca”, 1443 „Kaschycza”, 1446 „Chanzicze”, 1452 „Kasicza”, 1458 „Canszycza”, 1462 „Caszicze”, 1467 „Cansicze”, 1468 „Kanszicza”, 1480 „Kanszycze”, 1499 „Canszycze, Caszycza”, 1508 „Kanszycza”, 1510 „Canschicze”, 1512 „Cassicza”, 1517 „Kanzicze, Kashycze”, 1519 „Kansycza”, 1565 „Kesziczi, Kęsicza, Kęssiczi”, 1944 „Kainscht” .
W 1328 z nadania Władysława Łokietka stanowiła własność biskupa lubuskiego. W XIV wieku miejscowość leżała w kasztelanii międzyrzeckiej należącej do zamku w Międzyrzeczu, w 1505 wymieniona jako wieś w powiecie poznańskim Korony Królestwa Polskiego. W 1405 odnotowana jako siedziba własnej parafii w dekanacie międzyrzeckim .
Miejscowość wspominały historyczne dokumenty prawne, własnościowe i podatkowe. W 1446 w dokumencie odnotowującym transakcję wójtostwa w Przeczewie wymieniony został szlachcic Piotr dziedzic w Kęszycy. W 1452 Niemierza tenutariusz międzyrzecki był posiadaczem zastawu na grodzie i mieście Międzyrzecz oraz Skwierzyna, wraz z należącymi do nich wsiami Kęszycą, Nietoperkiem oraz Żółwinem. W 1499 wieś odnotowano jako zalegającą z podatkami. W 1563 odbył się pobór z 10 łanów oraz dwóch karczm. W 1580 pobór z 10 i 3/4 łana, od 10 zagrodników, 8 groszy od 4 komorników, po 2 grosze od 5 komorników, a także od pasterza wypasającego 90 owiec. W 1580 wieś należała do Andrzeja z Górki kasztelana międzyrzeckiego .
Miejscowość opisana została w 1565 podczas lustracji wsi starostwa międzyrzeckiego. Według niej wieś Kęszyca zamieszkana była przez 30 osiadłych kmieci, którzy posiadali 21 śladów gdzie obsiewali owies. Od każdego śladu płacili oni 3 złote 14 groszy czynszu, 6 ćwiertni owsa (z wyjątkiem 2 śladów na których go nie uprawiano), 2 kury, 15 jaj. We wsi było także dwóch karczmarzy: jeden płacił 52 groszy z roli oraz 1 złotego 2 grosze od karczmy, drugi natomiast płacił jednego złotego oraz dwa grosze. Odnotowano także 7 zagrodników. Sołtys posiadał 2,5 śladu, na których założono folwark dla zamku międzyrzeckiego. Folwark posiadał budynek z białą izbą, komorą, sienią i piwnicą murowaną, szopę, 3 chlewy, sołek (spiżarnię) z drewna, drewnianą owczarnię, a przy nim domek owczarski, dwie niewielkie stodoły. Na folwarku pracowała czeladź: rataj (sezonowy wyrobnik wiejski w XIV-XVII wieku) z żoną otrzymywał na rok cztery grzywny, drugi rataj dwie grzywny. Zatrudniano także dwóch chłopców poganiaczy bydła otrzymujących po sukni z sukna międzyrzeckiego, buty na lato oraz drugą parę na zimę. W 1565 opisano także zbiory rolne z folwarku: 24 kop żyta, 16 kóp pszenicy, 15 kóp jęczmienia, 19 kop owsa, 2 kopy tatarki. Wysiano tego roku: 9 ćwiertni żyta, 3 ćwiertnie pszenicy, 4,5 ćwiertni jęczmienia, 11 ćwiertni owsa, 0,5 ćwiertni tatarki. W 1565 cały dochód ze wsi wyniósł 124 złote 7 groszy oraz 9 denarów .
Wieś królewska należąca do starostwa międzyrzeckiego, pod koniec XVI wieku leżała w powiecie poznańskim województwa poznańskiego w Rzeczypospolitej Obojga Narodów. W latach 1975–1998 miejscowość administracyjnie należała do województwa gorzowskiego.
Miejscowość po rozbiorach Polski znalazła się w zaborze pruskim.
Szachulcowy kościół wzniesiono na miejscu wcześniejszej drewnianej świątyni w 1728 r. W 1886 r. dobudowano neogotycką wieżę. Na uwagę zasługuje wyposażenie świątyni przeniesione tu z innych kościołów i pochodzące z XVIII w. (obrazy, ołtarz, ławki i dzwon z 1591).